# Hostal Gran
L'Hostal Gran és una obra de Flaçà (Gironès) inclosa a l'Inventari del Patrimoni Arquitectònic de Catalunya.

## Descripció
És un casal de planta rectangular. Tres crugies amb accés central, planta baixa coberta amb la volta de rajola i planta pis amb cairats que suporten la coberta de teula, amb ràfec de filera doble format per rajols plans i teula girada. Parets estructurals de pedra morterada, façana arrebossada i pintada amb un rellotge de sol pintat d'inspiració barroca sobre la porta principal. Porta forana amb carreus de pedra emmotllurats, típica reminiscència medieval. Finestres a la planta superior emmarcades per carreus de pedra.
És interessant l'interior de les quadres que donen al carrer del comerç, amb grans arcs i coberta amb cairats i llindes.

## Història
L'antic hostal està situat al carrer de Sant Josep, antic camí reial de Girona a Palamós, i durant molts anys va tenir molta importància, ja que en ell s'hi feia el canvi de tronc dels animals, que hi tenien les seves quadres. L'any 1909 una rierada va negar vuit cavalls.
La construcció de la nova carretera a partir de 1856, obligà a l'hostal a construir una nova façana que hi donés directament, ja que el nou traçat feia que els clients es desviessin amb les diligències cap a ca l'Arpa de St. Joan de Mollet. Les reformes, que no tenen interès, es realitzaren amb préstecs de l'Ajuntament.
L'Hostal ha tingut diversos noms: Hostal Gran, Posada empordanesa de Juan Buxó, can Llonga...